# Primeiro Cemitério de Atenas

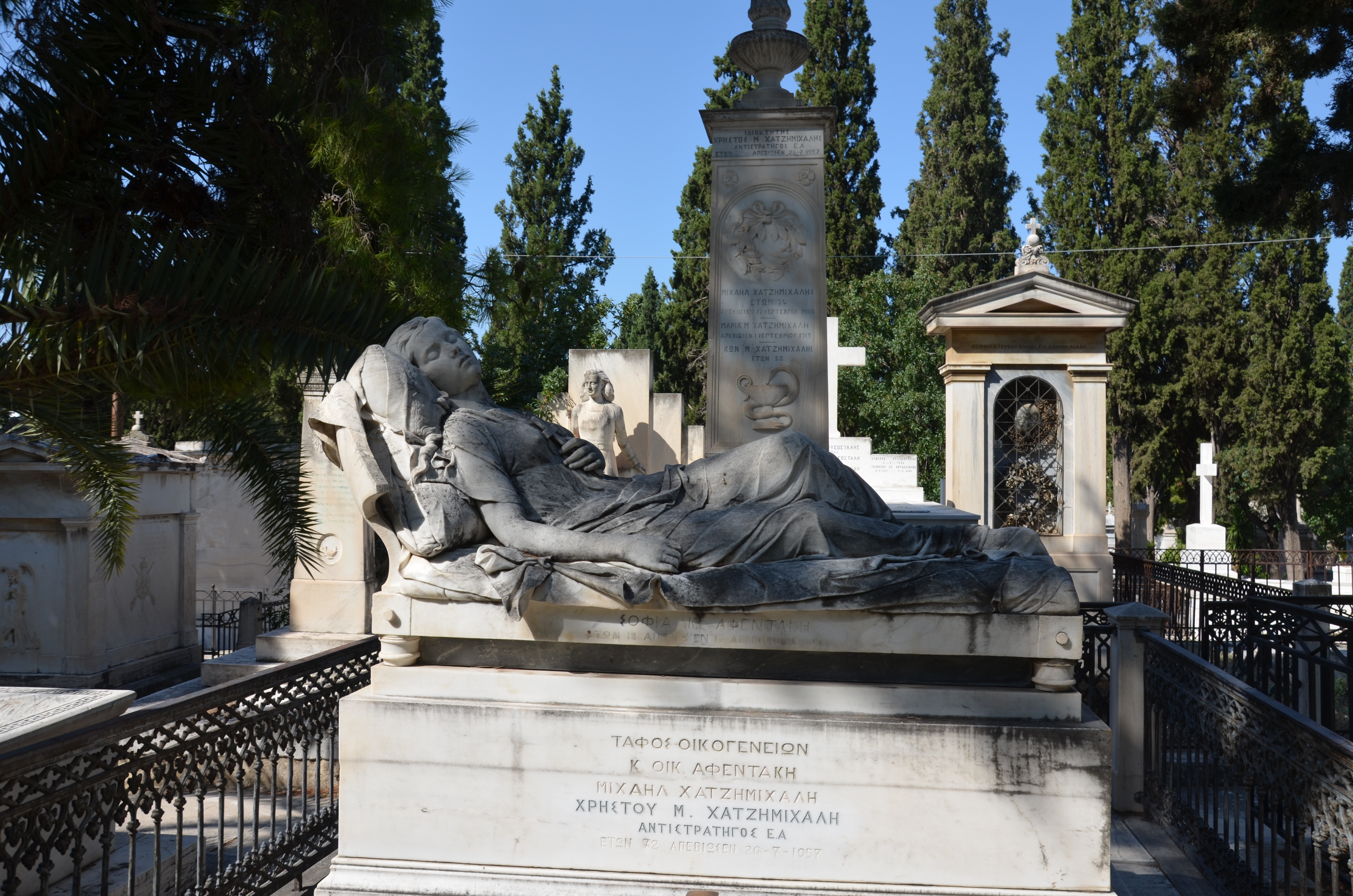
Sepultura de Sofia Afentaki com I Koimomeni, obra de Yannoulis Chalepas.

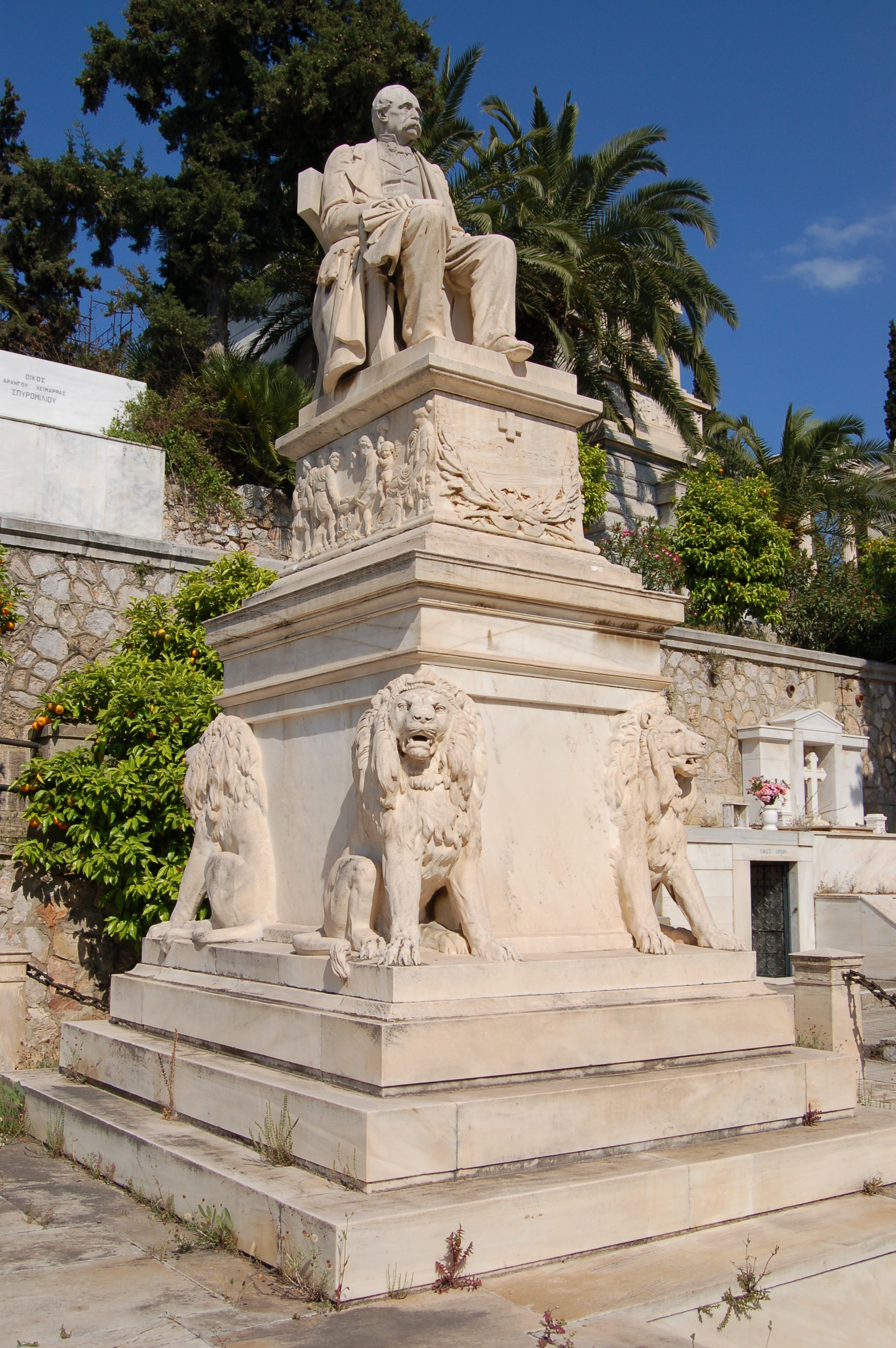
Sepultura de Georgios Averoff.

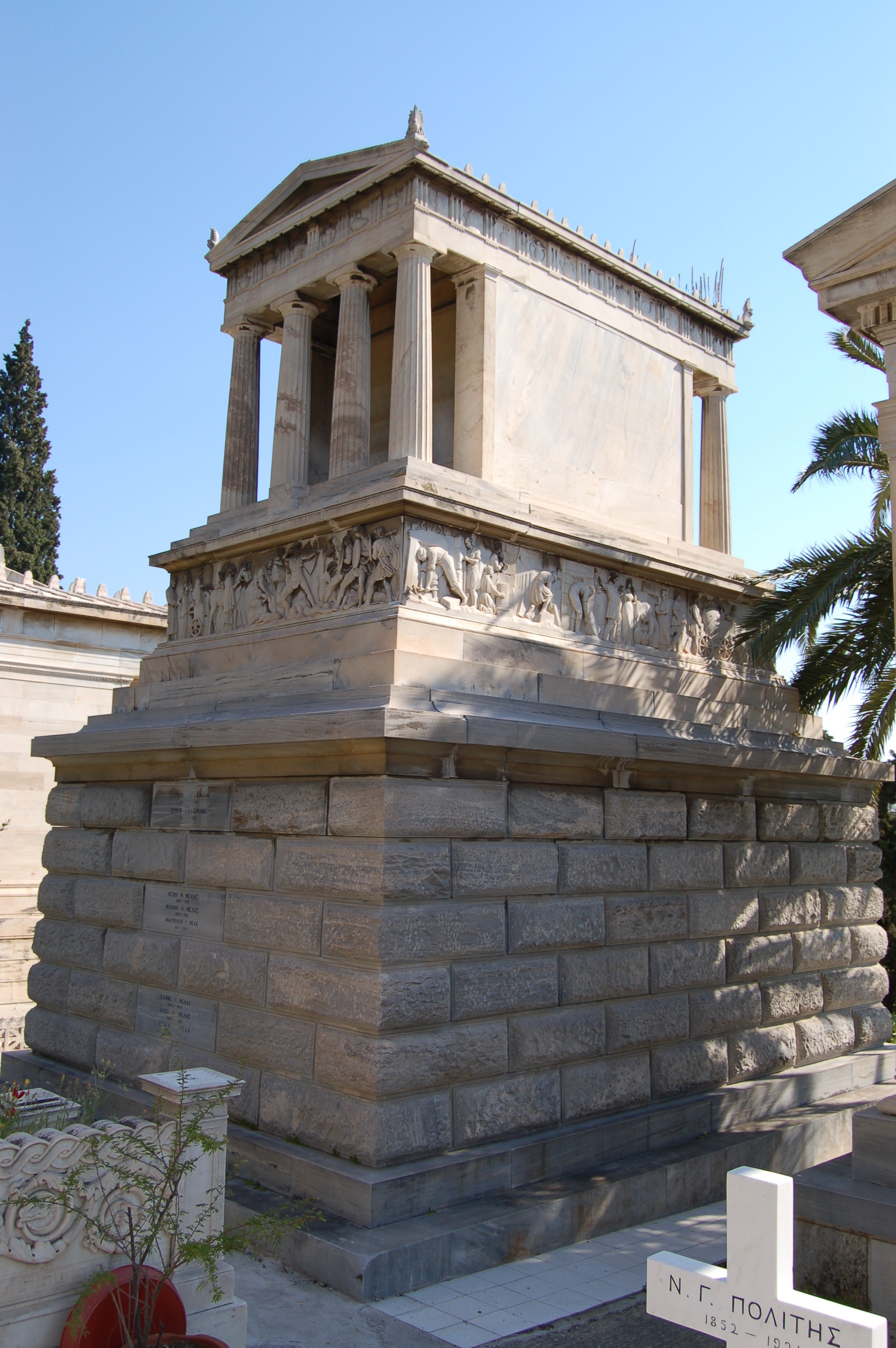
Sepultura de Heinrich Schliemann.

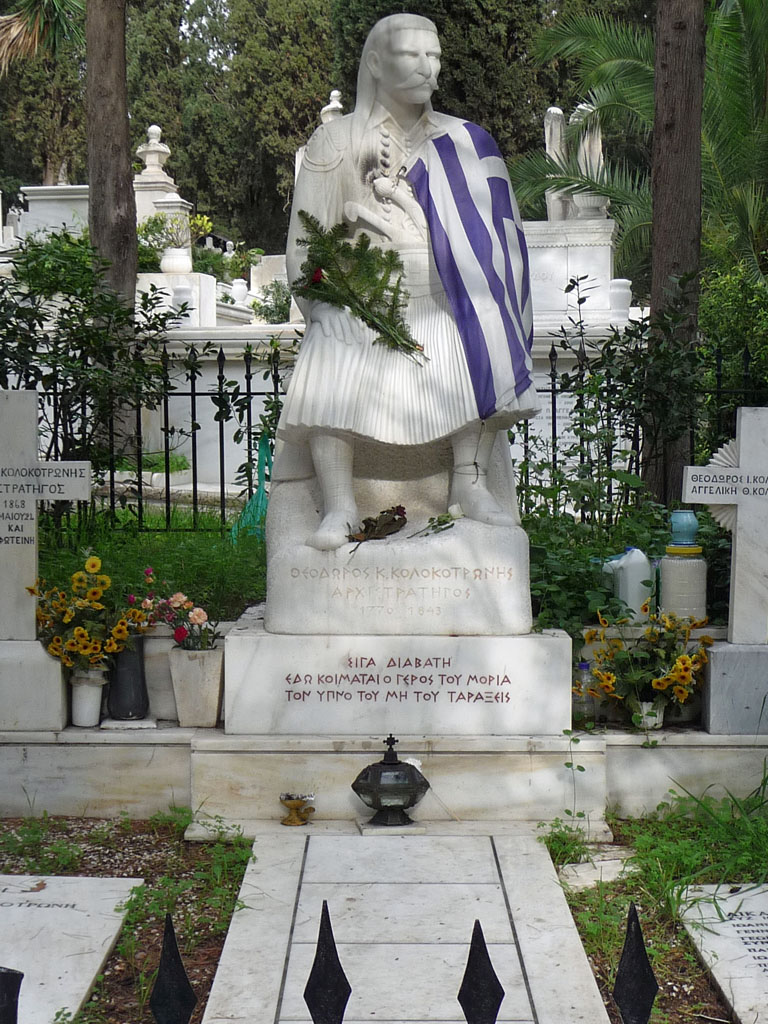
Sepultura de Theodoros Kolokotronis.

O Primeiro Cemitério de Atenas (em grego:  Πρώτο Νεκροταφείο Αθηνών, Próto Nekrotafeío Athinón) é o cemitério oficial da cidade de Atenas e o primeiro a ser construído. Foi aberto em 1837 e logo se tornou um prestigioso cemitério para gregos e estrangeiros. O cemitério está localizado atrás do Templo de Zeus Olímpico e do Estádio Panatenaico no centro de Atenas. Está localizado no topo da Rua Anapafseos (Rua do Repouso Eterno). É um grande espaço verde com pinheiros e ciprestes.
No cemitério existem três igrejas. A principal delas é a Igreja de São Teodoro e há também uma menor dedicada a São Lázaro. A terceira igreja de São Carlos é uma Igreja Católica. O cemitério inclui várias tumbas impressionantes, como as de Heinrich Schliemann, projetada por Ernst Ziller; Ioannis Pesmazoglou; George Averoff; e um túmulo com uma escultura famosa de uma jovem morta chamada I Koimomeni ("A Menina Adormecida") e esculpida por Yannoulis Chalepas da ilha de Tinos. Há também áreas de sepultamento para protestantes e judeus, no entanto, essa segregação não é obrigatória.
O cemitério é administrado pelo Município de Atenas e é declarado monumento histórico.

## Sepultamentos notáveis
- Odysseas Androutsos, herói Guerra de independência da Grécia
- George Averoff, filantropo, empresário
- Sotiría Béllou, cantora
- Nikolaos Bourandas, policial e bombeiro geral, político
- Yannoulis Chalepas, escultor
- Christodoulos of Athens, Arcebispo de Atenas
- Richard Church, general
- Jules Dassin, cineasta, ator
- Stratos Dionysiou, cantor
- Odysséas Elýtis, poeta
- Demetrios Farmakopoulos, pintor
- Adolf Furtwängler, arqueólogo
- Dimitris Horn, ator
- Humphrey Jennings, cineasta
- Geórgios Kafantáris, primeiro-ministro da Grécia
- Dimitrios Kallergis, estadista
- Konstantínos Kanáris, herói Guerra de independência da Grécia, primeiro-ministro da Grécia
- Tzeni Karezi, atriz
- Manos Katrakis, ator
- Níkos Kavvadías, poeta
- Stelios Kazantzidis, cantor
- Theodoros Kolokotronis, general, político
- Marika Kotopouli, atriz
- Ellie Lambeti, atriz
- Gregoris Lambrakis, político
- Zoe Laskari, atriz
- Vassilis Logothetidis, ator
- Yannis Makriyannis, comerciante, oficial militar, político, autor
- Orestis Makris, ator
- Aléxandros Mavrokordátos, político
- Melina Mercouri, atriz, política
- Andréas Michalakópulos, político
- Dimitris Mitropanos, cantor
- Dimitri Mitropoulos, maestro, pianista, compositor
- Kostís Palamás, poeta
- Alexandros Panagoulis, político, poeta, ativista da democracia
- Antonios Papadakis, o maior benfeitor da Universidade de Atenas
- Geórgios Papadópulos, ditador militar durante a ditadura dos coronéis
- Andréas Papandréou, Primeiro-ministro da Grécia
- Geórgios Papandréu, Primeiro-ministro da Grécia
- Katina Paxinou, atriz
- Alexandros Rizos Rangavis, poeta
- Demis Roussos, cantor
- Alekos Sakellarios, diretor, roteirista, letrista
- Rita Sakellariou, cantora
- Aléxandros Papanastasíu, primeiro-ministro da Grécia
- Kalliroi Parren, feminista
- Heinrich Schliemann, arqueólogo que escavou Troia
- Giórgos Seféris, poeta
- Ángelos Sikelianós, poeta
- Michael Tositsas
- Charílaos Trikúpis, Primeiro-ministro da Grécia
- Vassilis Tsitsanis, compositor de rebético
- Ioannis Varvakis, membro da Sociedade dos Amigos
- Thanasis Veggos, ator
- Sofia Vembo, cantora
- Aliki Vougiouklaki, atriz
- T. H. White, escritor
- Emmanuil Xanthos, um fundador da Sociedade dos Amigos
- Nikos Xilouris, cantor e compositor
- Nikos Zachariádis, político, secretário-geral do Partido Comunista da Grécia (KKE) de 1931 a 1956
- Ernst Ziller, arquiteto
- Xenofón Zolótas, primeiro-ministro da Grécia

## Galeria

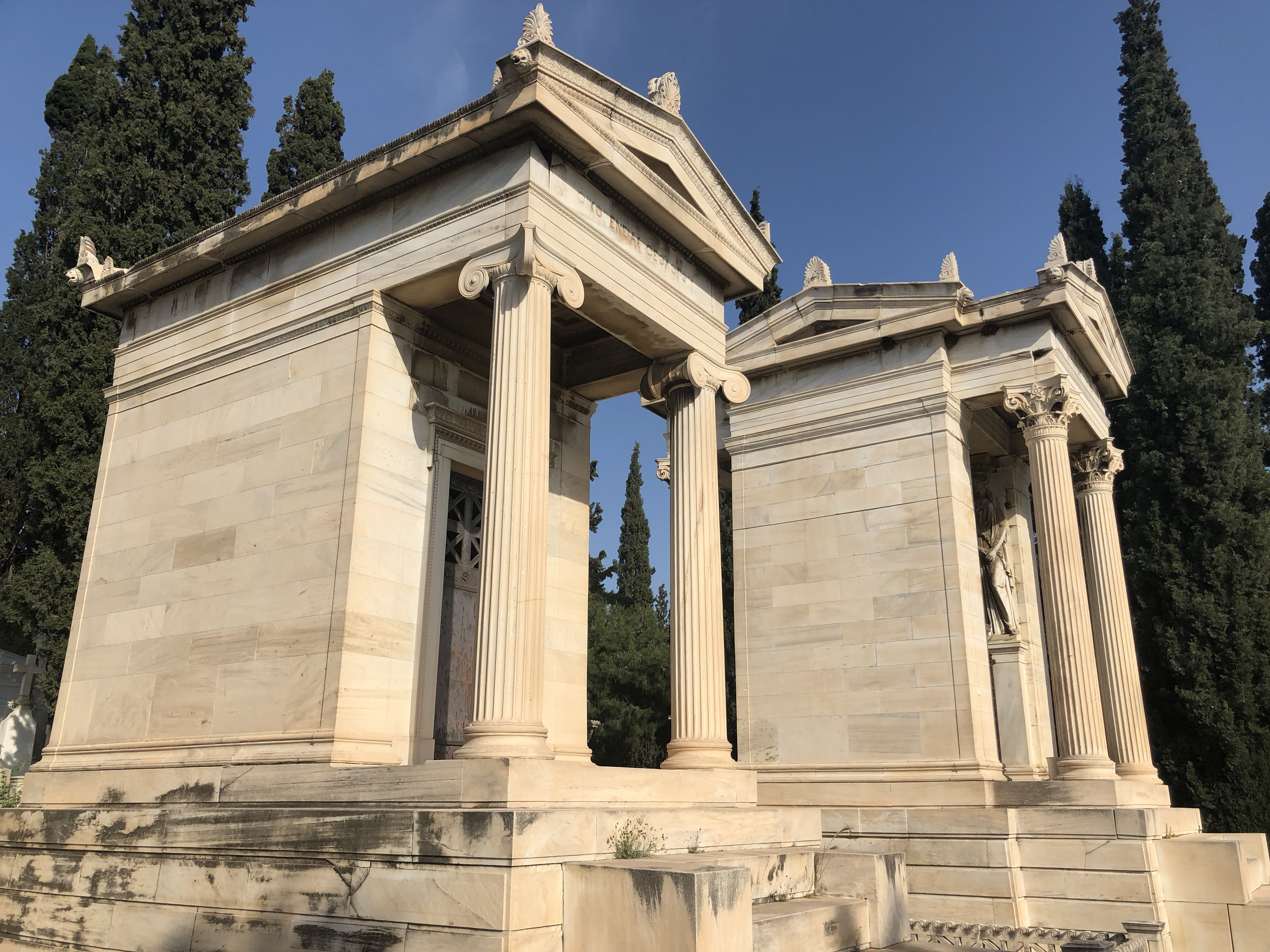
Sepulturas no Primeiro Cemitério de Atenas
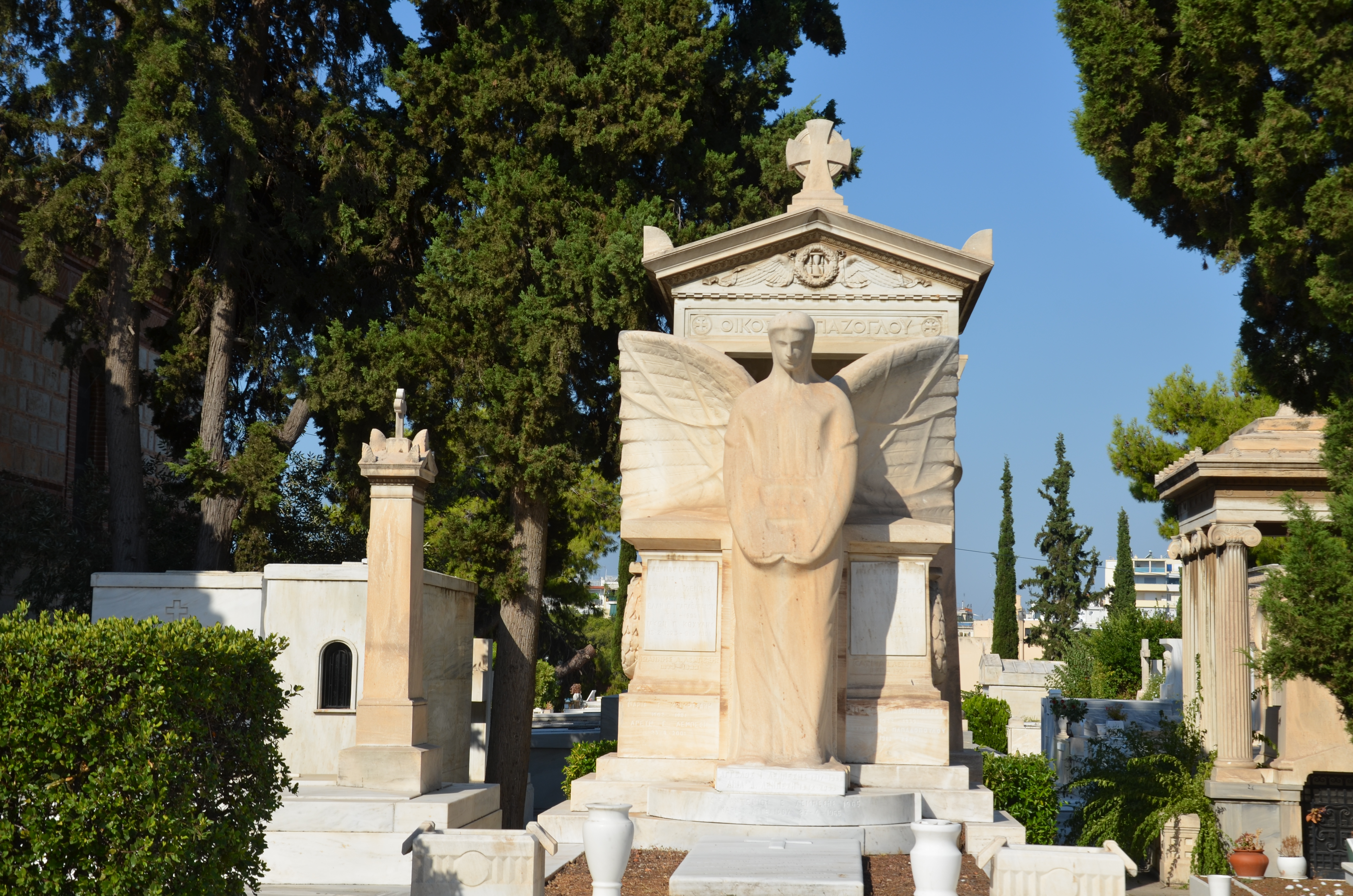
Estátua de anjo
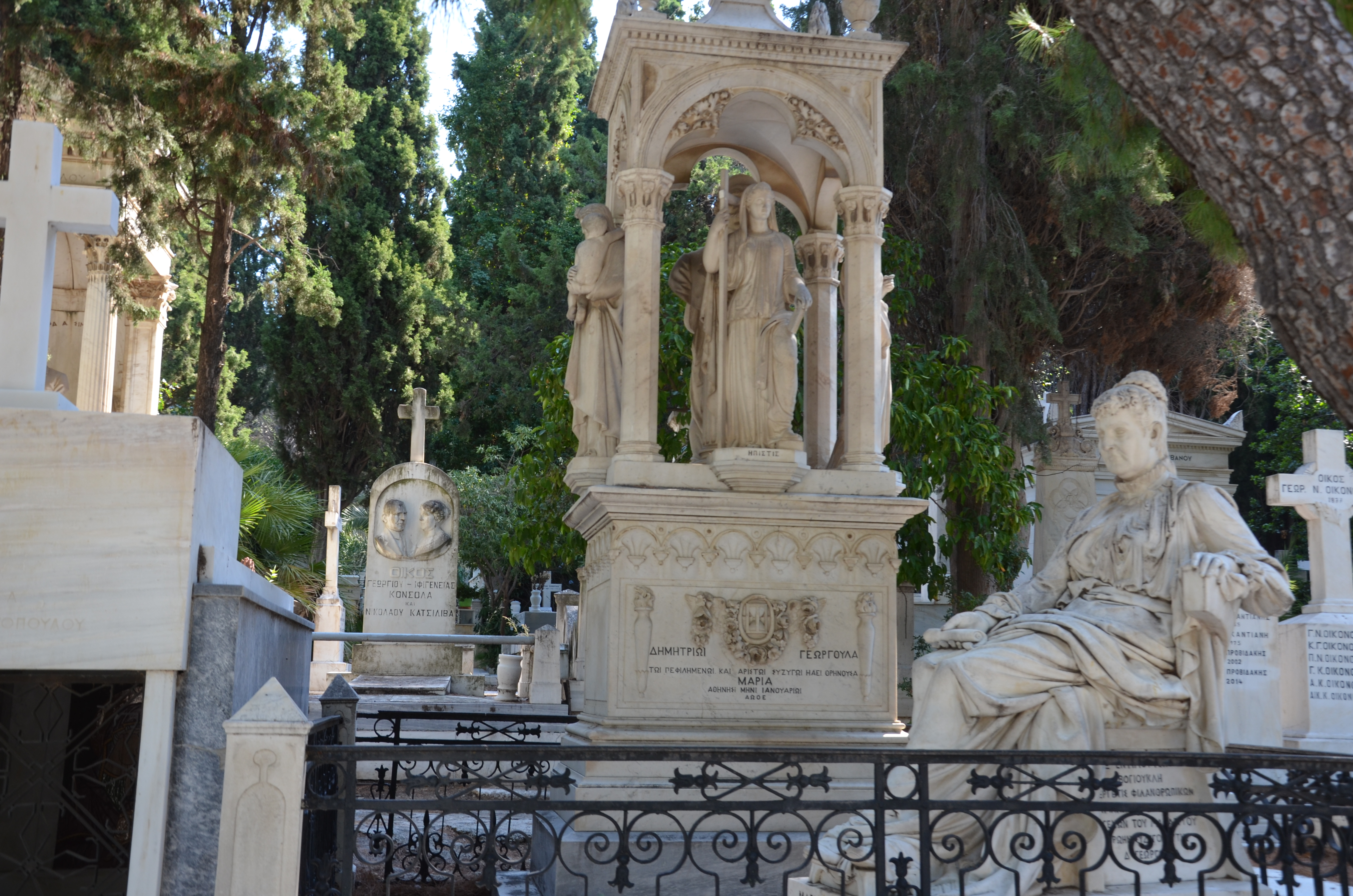
Maria (mãe de Jesus)
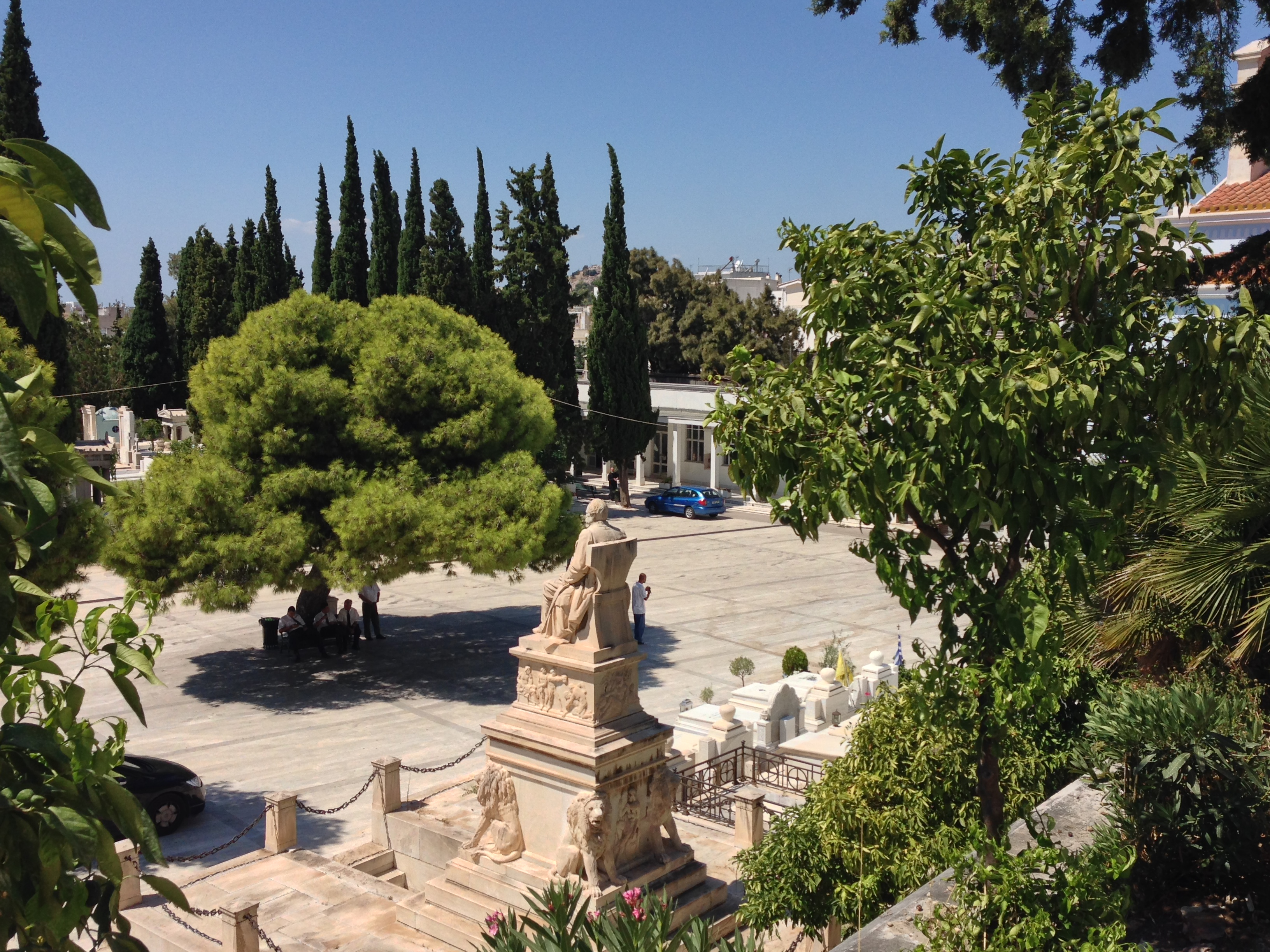
Entrada
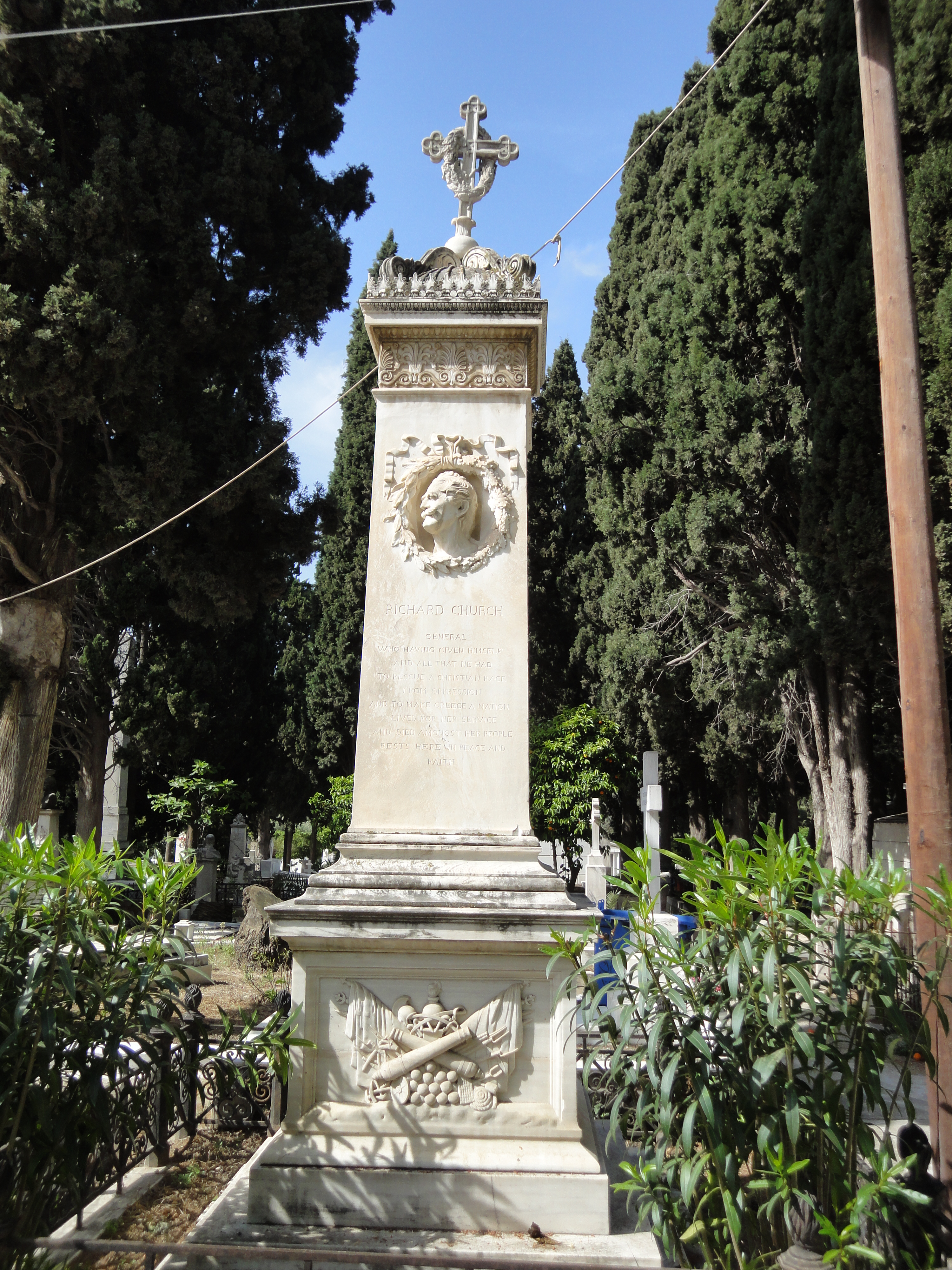
Sepultura de Richard Church
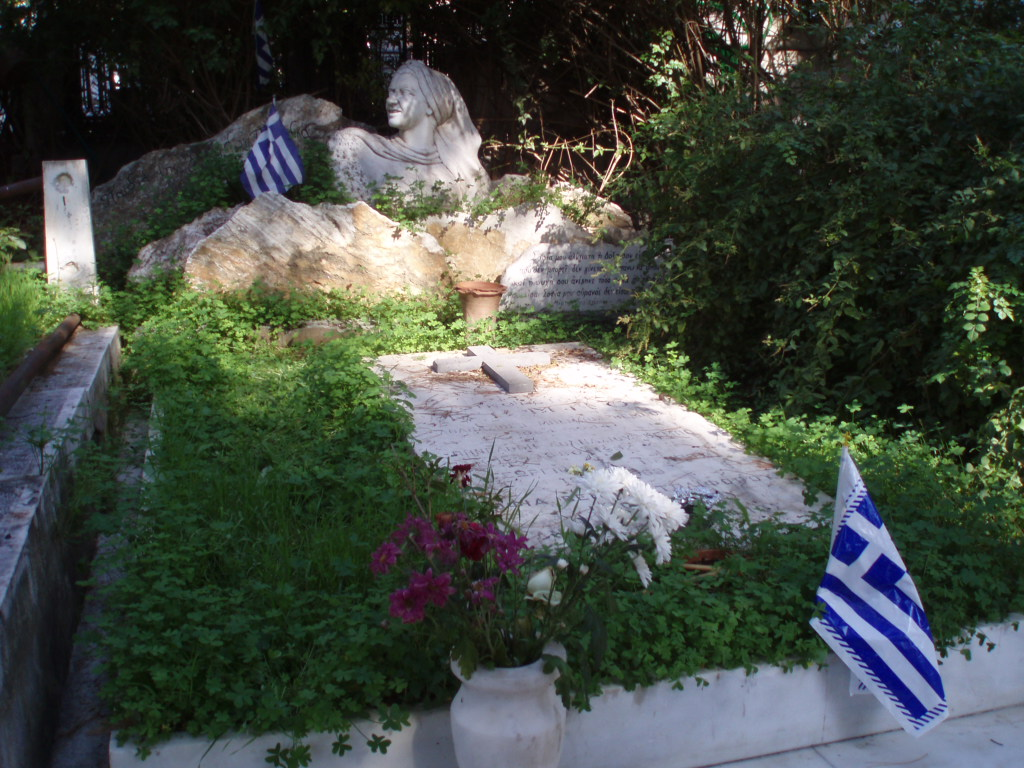
Sepultura de Sofia Vembo
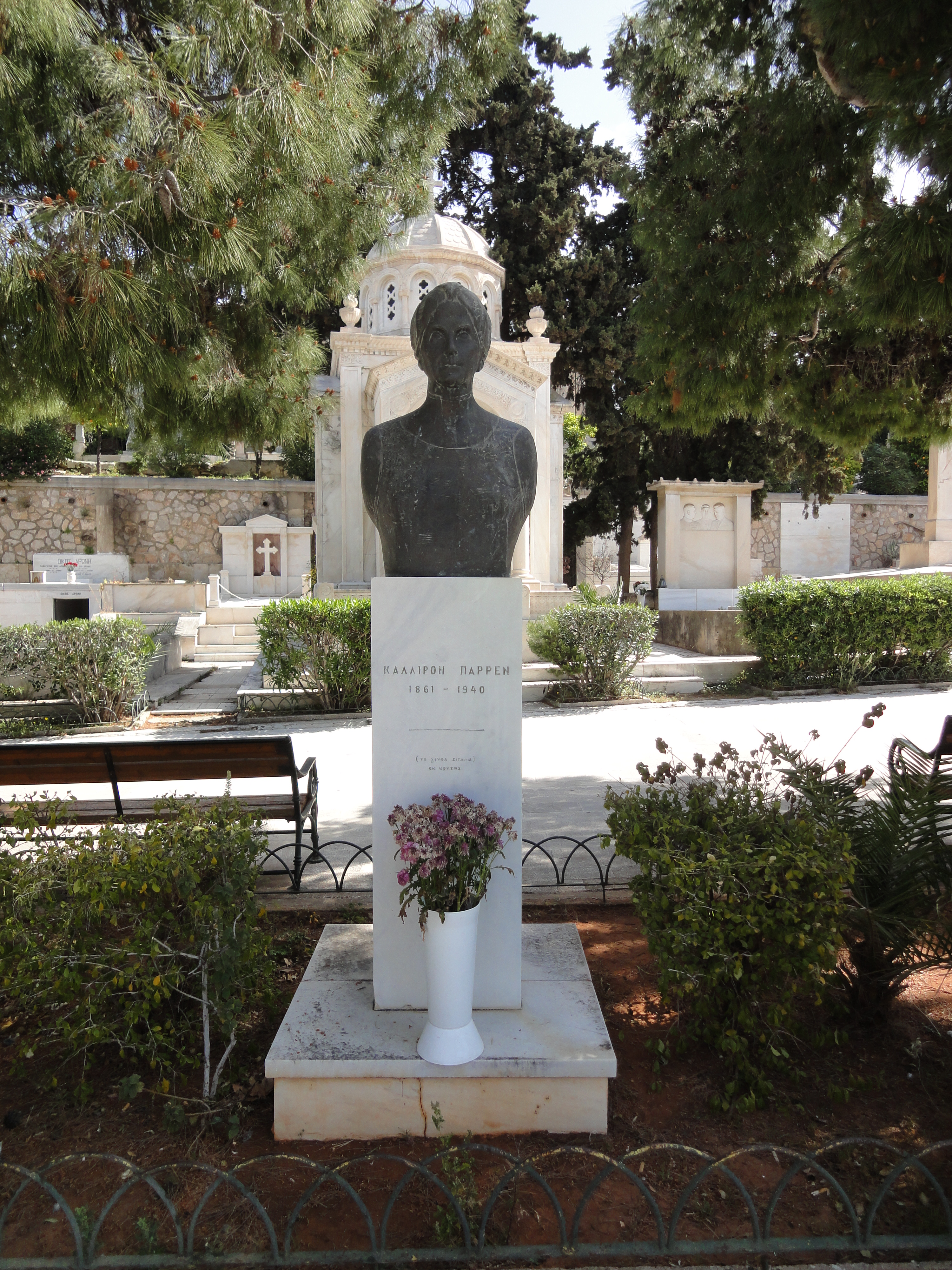
Sepultura de Kalliroi Parren
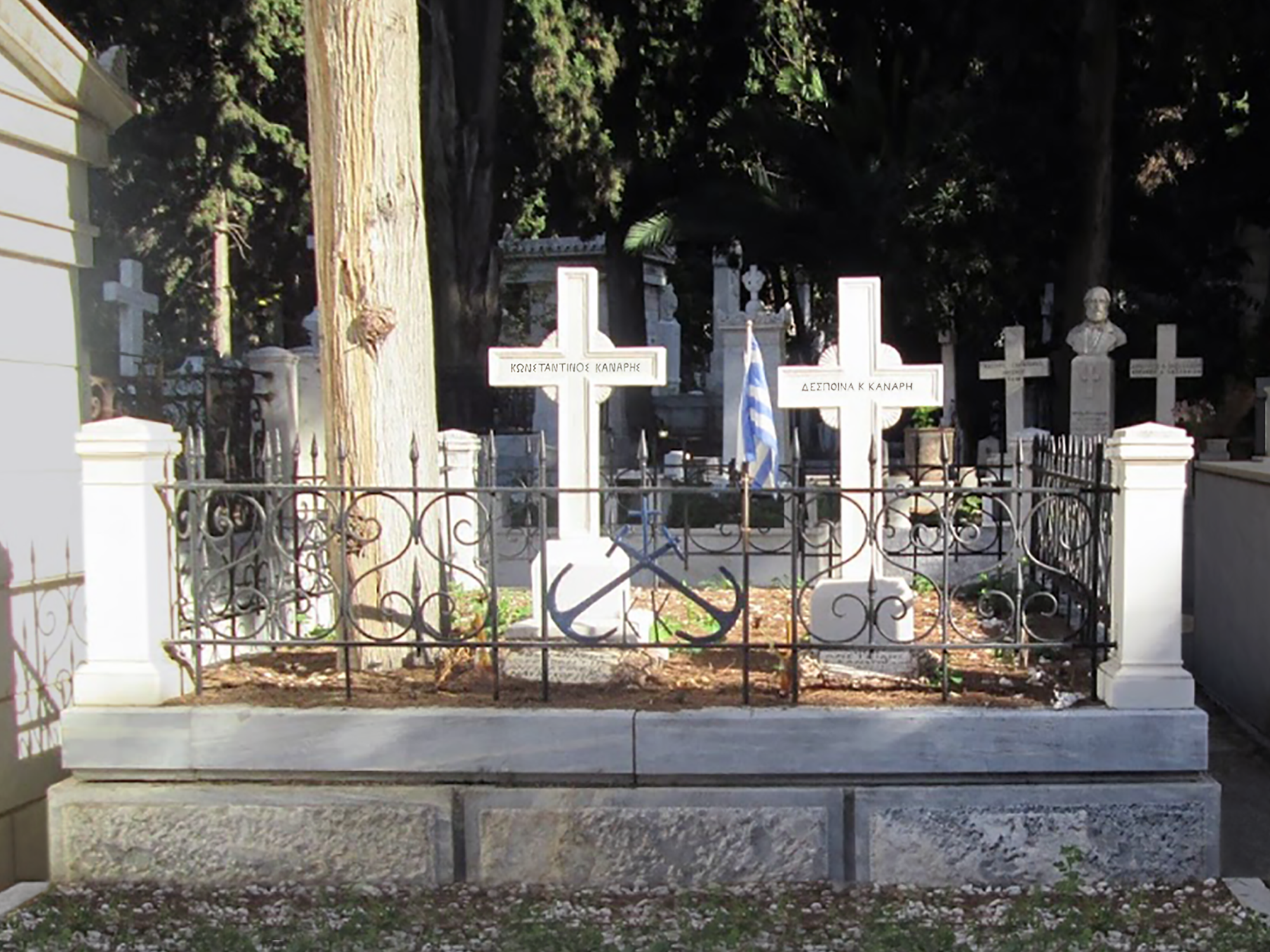
Sepultura de Konstantínos Kanáris
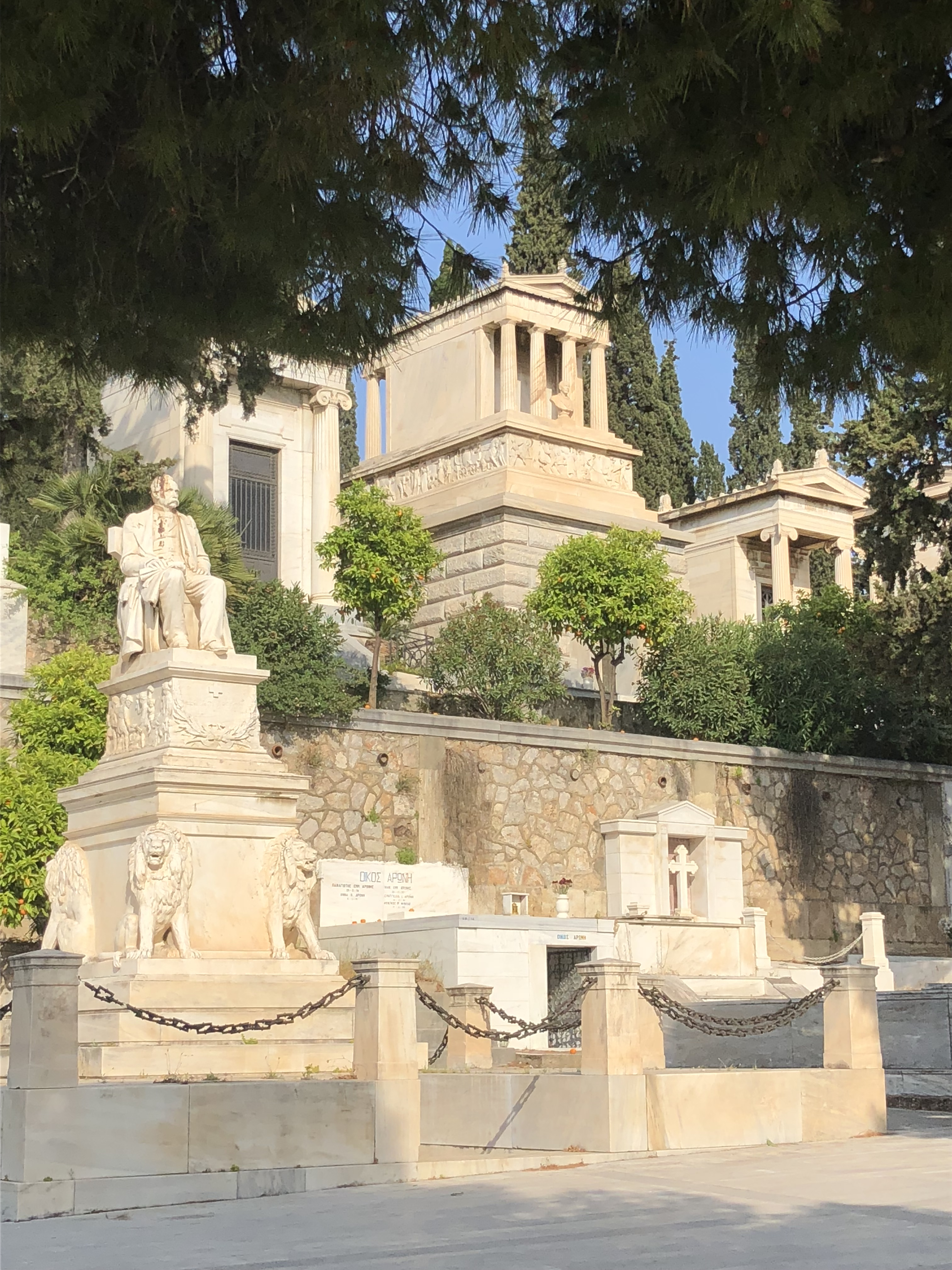
Visão geral
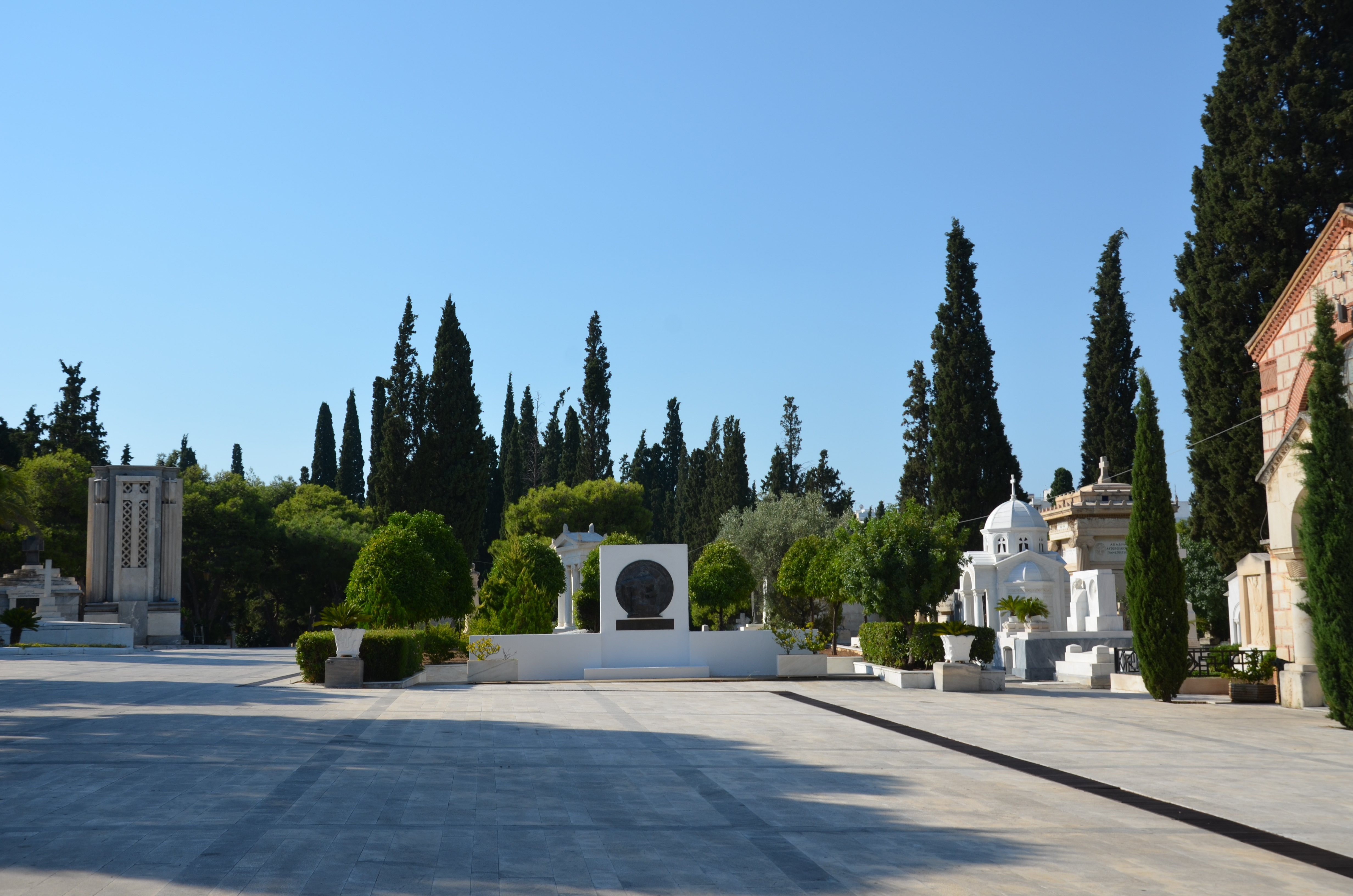
Visão geral
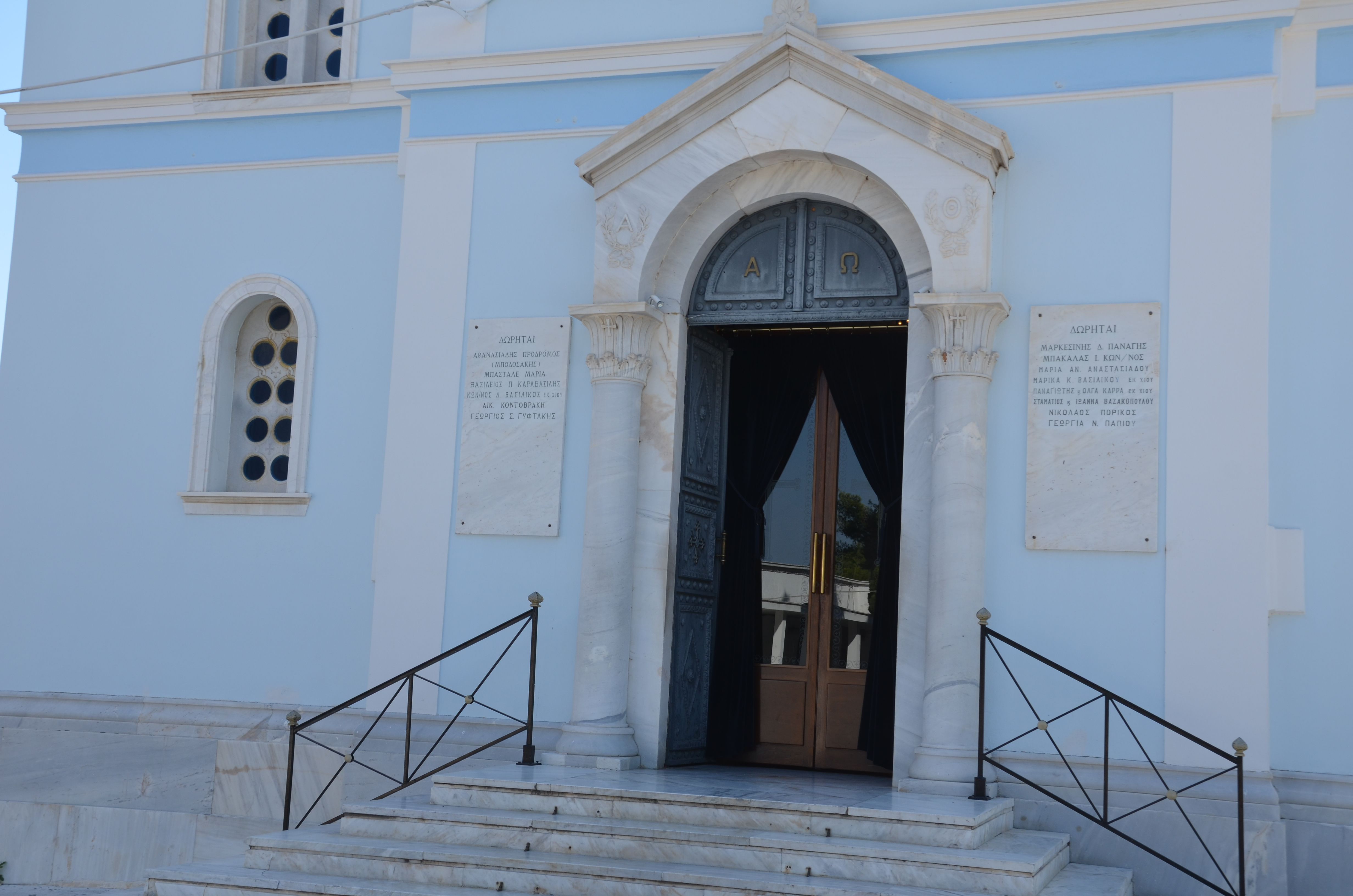
Entrada para a capela